# ゴーモン・ブリティッシュ
ゴーモン・ブリティッシュ映画社 (Gaumont-British Picture Corporation) は、かつてフランスの映画会社ゴーモンの傘下にあったイギリスの映画会社。1922年にイシドア・オストラー (Isidore Ostrer) が経営権を獲得し、ゴーモン傘下から独立した。1927年、無声映画時代のイギリスを代表する映画スタジオのひとつであったアイデアル映画を吸収合併した。
イシドア・オストラーが経営権を所有していた時期には、その兄弟など親族の多くがゴーモン・ブリティッシュの事業に直接携わった。当時の同社は、16,000人の従業員を雇い、映画館や劇場のほか、ダンスホールやレストランなど300以上の施設を運営していた。
ゴーモン・ブリティッシュ社のライム・グローブ・スタジオでは、アルフレッド・ヒッチコックが監督した1935年版の『三十九夜』、1938年の『バルカン超特急』などが撮影された。
1938年12月まで、ゴーモン・ブリティッシュは、アメリカ合衆国においても独自の配給網を運営していたが、この事業は継続されず、その後は20世紀フォックスが配給を担うようになった。
1941年、ゴーモン・ブリティッシュは、姉妹会社であったゲインズボロ映画 (Gainsborough Pictures) とともに、ランク・オーガニゼイションに買収された。

## 映画館のオルガン
かつて、映画館にはシアターオルガンと呼ばれるオルガンが置かれており、映画上映の前後や休憩時に演奏されていた。そうしたオルガンの中で、オルガンの収納箱のふたが平たい形になっているものを「ゴーモン・オルガン (Gaumont organ)」と称したが、これはシェパーズ・ブッシュのパビリオン・シアター (the Pavilion Theatre) に設置されたものが元になっており、1931年から1934年にかけてロンドンのジョン・コンプトン・オルガン・カンパニー (John Compton Organ Company) によって各地に設置された。